# Gaskraftwerk Midland
Das Gaskraftwerk Midland (englisch Midland Cogeneration Venture) ist das leistungsstärkste Gas-und-Dampf-Kombikraftwerk der Welt. Es steht in Midland im US-Bundesstaat Michigan.

## Geschichte
Ursprünglich sollte es ein Kernkraftwerk mit zwei Druckwasserreaktoren werden. Der Eigentümer Consumers Energy beantragte die dazu notwendige Genehmigung im Jahr 1968. Die Planungen verzögerten sich jedoch, so dass erst im März 1973 mit den Bauarbeiten begonnen werden konnte. Die Reaktoren sollten von Babcock & Wilcox gebaut werden. Infolge des Unfalls im Kernkraftwerk Three Mile Island am 28. März 1979 geriet das Projekt in Schwierigkeiten, wurde aber trotzdem fortgeführt. Erst im Jahr 1984 entschloss sich der Betreiber, das Projekt aufzugeben. Bis zu diesem Zeitpunkte war das Kraftwerk zu 85 % fertiggestellt und Consumers Energy hatte bereits 4 Mrd. $ investiert, wodurch das Unternehmen an den Rand der Insolvenz geraten war. Aus diesem Grunde musste der Mutterkonzern CMS Energy einspringen und übernahm die Aufsicht über das Projekt.
Im Jahr 1986 entschied CMS Energy, das unfertige Bauwerk in ein Gaskraftwerk umzuwandeln. Die Bauarbeiten dafür dauerten noch einmal 5 Jahre und verschlangen 500 Mio. $. Das Kraftwerk wurde schließlich 1991 in Betrieb genommen.

## Technik
Das Kraftwerk erbringt eine elektrische Leistung von 1.560 MW und produziert damit 10 % des Strombedarfs in Michigan. Außerdem wird die Abwärme in Form von Prozessdampf genutzt: das Kraftwerk stellt pro Stunde 612 t Dampf für die chemische Industrie zur Verfügung.

## Daten der Reaktorblöcke
Das Kernkraftwerk Midland hat zwei verworfene Blöcke:
| Reaktorblock | Reaktortyp         | Nettoleistung | Bruttoleistung | Anfang Projektplanung | Baubeginn  | Projekt- einstellung |
| ------------ | ------------------ | ------------- | -------------- | --------------------- | ---------- | -------------------- |
| Midland-1    | Druckwasserreaktor | 491 MW        | 526 MW         | 1968                  | 01.03.1973 | 1984                 |
| Midland-2    | Druckwasserreaktor | 816 MW        | 855 MW         | 1968                  | 01.03.1973 | 1984                 |